# Companhia das Ilhas da América
A Companhia das Ilhas Americanas (Compagnie des Îles de l'Amérique (em francês)) foi uma companhia privilegiada francesa que em 1635 assumiu a administração da parte francesa da Ilha de São Cristóvão da Compagnie de Saint-Christophe, que era o único assentamento francês no Caribe naquela época, e foi ordenada a colonizar ativamente outras ilhas. As ilhas estabelecidas para a França sob a direção da Compagnie des Îles de l'Amérique, antes de ser dissolvida em 1651 foram:
- Dominica (1632), formerly as Compagnie de Saint-Christophe
- Guadalupe (28 de junho de 1635 a 1649)
- Martinica (15 de setembro de 1635 a 27 de setembro de 1650)
- Santa Lúcia (1643 a 27 de setembro de 1650)
- São Martinho (23 de março de 1648)
- São Bartolomeu (1648)
- Granada (17 de março de 1649 a 27 de setembro de 1650)
- Santa Cruz (1650)

## História
Em 1635, o cardeal francês Richelieu cobrou de François Fouquet, chefe de um pequeno grupo de seus conselheiros, a revitalização da pouco dinâmica Compagnie de Saint-Christophe, da qual o cardeal era acionista. Fouquet revitalizou a companhia, renomeando a empresa para "Compagnie des Îles de l'Amérique". A empresa foi encarregada de desenvolver as ilhas das Antilhas, incluindo converter seus habitantes ao catolicismo. Pierre Bélain sieur d'Esnambuc, que fundou a Compagnie de Saint-Christophe, desembarcou em Martinica em 1635, iniciando a colonização da França naquela ilha.
Em 15 de setembro de 1635, Pierre Belain d'Esnambuc, governador francês da ilha de São Cristóvão, desembarcou no porto de Saint Pierre com 150 colonos franceses depois de ter sido expulso de São Kitts pelos ingleses. D'Esnambuc reivindicou Martinica para o rei francês Luís XIII e a francesa "Compagnie des Îles de l'Amérique" (Companhia das Ilhas Americanas) e estabeleceu o primeiro assentamento europeu em Fort Saint-Pierre (atual St. Pierre). D'Esnambuc morreu prematuramente em 1636, deixando a companhia e Martinica nas mãos de seu sobrinho, Du Parquet. Em 1637, seu sobrinho Jacques Dyel du Parquet tornou-se governador da ilha. Du Parquet passou a colonizar Martinica, estabeleceu o primeiro assentamento em Santa Lúcia em 1643 e liderou uma expedição que estabeleceu um assentamento francês em Granada, no ano de 1649.
Em 1642, a empresa recebeu uma prorrogação de vinte anos da sua carta. O rei nomearia o governador geral da companhia e a companhia os governadores das várias ilhas. No entanto, no final da década de 1640, na França, Mazarin tinha pouco interesse nos assuntos coloniais e a empresa definhava. Em 1651, dissolveu-se, vendendo seus direitos de exploração a várias partes. A família du Paquet comprou Martinica, Granada e Santa Lúcia por 60.000 livres. O sieur d'Houël comprou Guadalupe, Marie-Galante, La Désirade e as Ilhas dos Santos.
Phillippe de Longvilliers de Poincy (1584–1660) foi um nobre francês e um oficial de justiça da Grande Cruz dos Cavaleiros de Malta. Ele governou a ilha de São Cristóvão de 1639 até sua morte em 1660, primeiro sob a Compagnie des Îles de l'Amérique e depois sob os próprios Cavaleiros de Malta. Poincy foi a figura chave na colonização hospitalária da América. Os Cavaleiros de Malta compraram São Cristóvão, Santa Cruz, São Bartolomeu e São Martinho. Em 1665, os Cavaleiros venderam as ilhas que haviam adquirido para a recém-formada Compagnie des Indes occidentales.